# Museo all'aperto

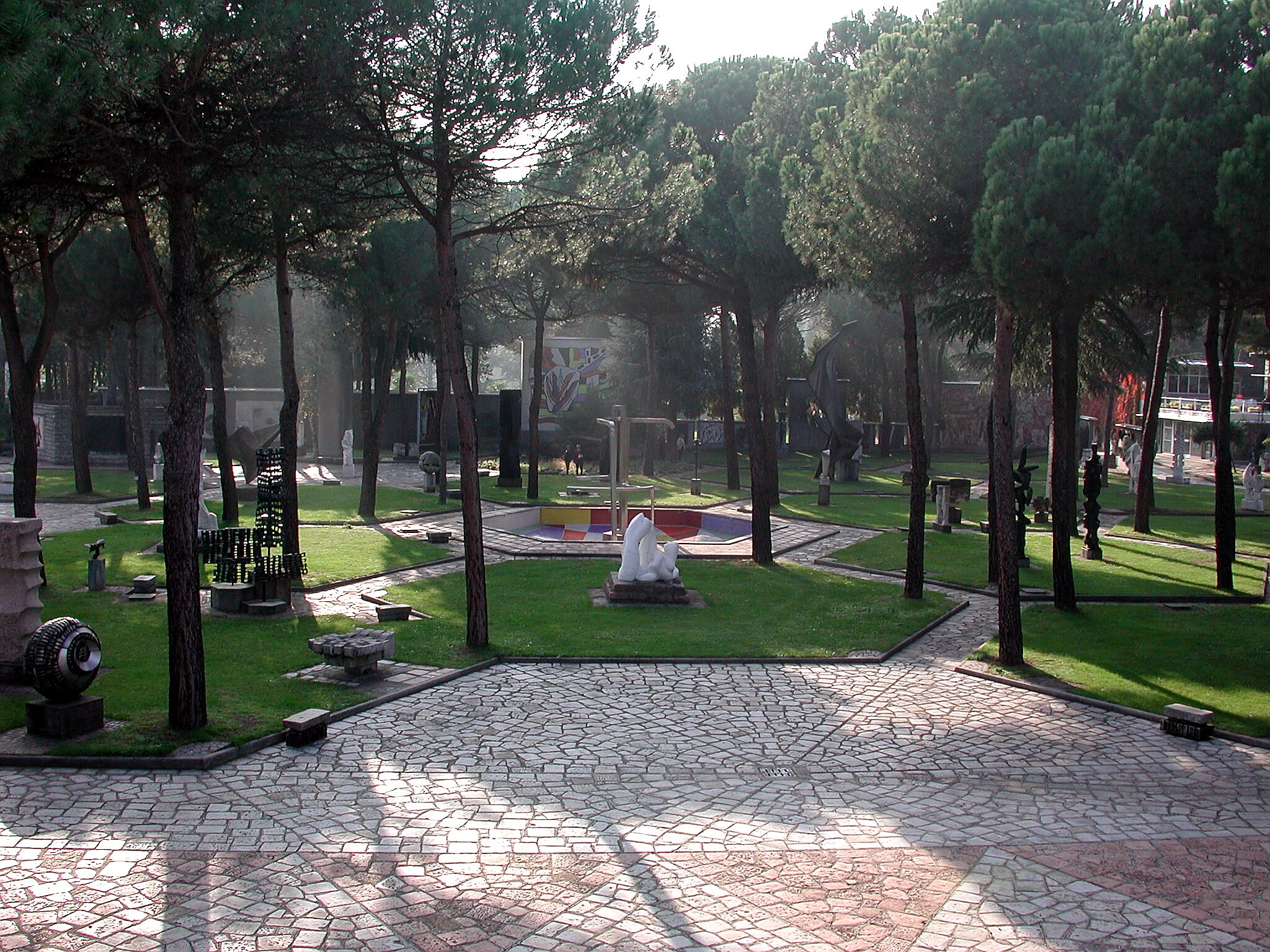
Scorcio del museo d'arte moderna Pagani
a Castellanza, in provincia di Varese

Un museo all'aperto è un particolare tipo di museo, le cui opere sono raccolte in ambienti all'aperto. I primi musei all'aperto sono stati istituiti in Scandinavia verso la fine del XIX secolo, ma presto l'idea si è diffusa nel resto d'Europa e del Nord America.
I musei all'aperto possono essere musei-villaggi, musei-fattoria, musei viventi di storia, e musei di costume. Recentemente, in Francia è stato creato anche l'ecomuseo. Una storia esaustiva dei musei all'aperto può essere trovata nel libro Open air museums. The history and future of a visionary idea del museologo svedese Sten Rentzhog.

## Definizione
L'International Council of Museums (ICOM) definisce i musei un'istituzione permanente, senza scopo di lucro, al servizio della società e del suo sviluppo. Sono aperti al pubblico e compiono ricerche che riguardano le testimonianze materiali e immateriali dell'umanità e del suo ambiente; le acquisiscono, le conservano, le comunicano e, soprattutto, le espongono a fini di studio, educazione e diletto.
Molti musei all'aperto sono aree che raccolgono e ri-costruiscono vecchi edifici, ricreando così villaggi o paesaggi storici. Per questo, la maggioranza dei musei all'aperto potrebbero essere descritti semplicemente come musei di edifici. I musei all'aperto inizialmente avevano la tendenza ad essere localizzati in regioni in cui un'architettura in legno prevaleva, dato che le strutture in legno possono essere trasportate e trasferite senza perdita di autenticità.
Nei musei all'aperto, compresi i primi musei del XIX secolo, è comune la presenza di persone, rappresentanti delle diverse componenti della società, che spiegano i vari aspetti della vita quotidiana.